# Буфф, Генрих
Иоганн Генрих Буфф (нем. Johann Heinrich Buff; 1805—1878) — немецкий химик, физик и педагог; член Баварской и Гёттингенской академий.

## Биография
Генрих Буфф родился 23 мая 1805 года в городе Франкфурте-на-Майне; племянник Шарлотты Буфф — прототипа образа Лотты в романе «Страдания юного Вертера» Иоганна Вольфганга Гёте.
Получил образование в Геттингенском университете, затем занимался в Гиссене под руководством Юстуса фон Либиха.

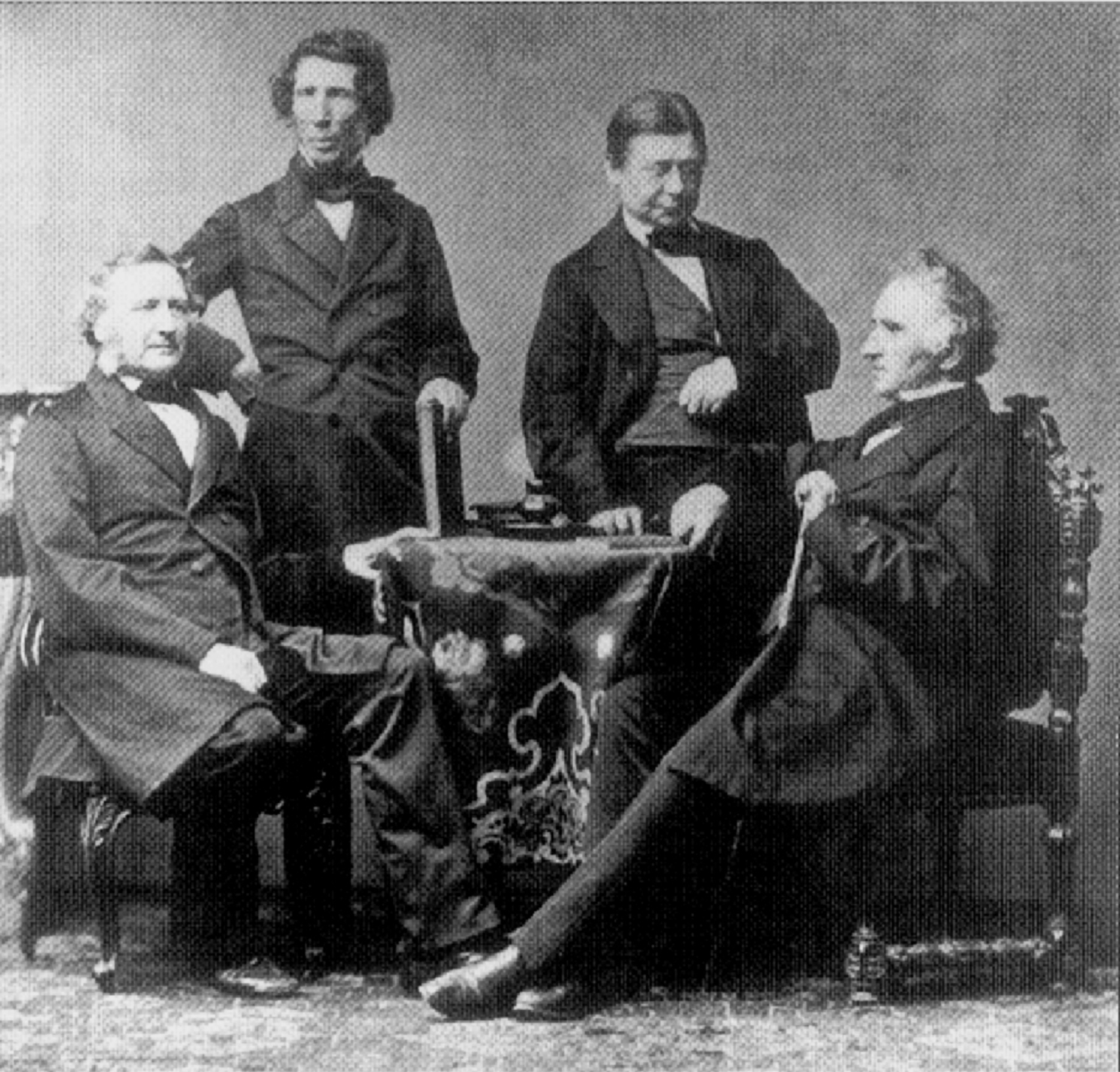
Стоят: Вёлер и Копп (справа)
Сидят: Буфф и Либих (справа)

Поступил на некоторое время техником на завод в Танне; позднее, переселившись в Париж, под влиянием знакомства с Жозефом Луи Гей-Люссаком стал заниматься физическими опытами. Возвратившись из Франции, устроился преподавателем физики и механической технологии в высшей промышленной школе в Касселе, а в 1838 году был назначен профессором физики в Гиссенском университете и оставался им до самой смерти.
Генрих Буфф умер 24 декабря 1878 года в городе Гиссене.
Кроме многочисленных статей в научных изданиях, им были изданы отдельно: «Versuch eines Lehrbuch der Stöchiometrie» (Нюрнберг, 1829); «Grundzüge des chemischen Theils der Naturlehre» (Нюрнберг, 1832); «Kurzes Lehrbuch der anorganischen Chemie» (Эрланген, 1868); «Lehrbuch der physik. Mechanik» (Брауншвейг, 1871—73, 2 т.).
Вместе с Кноппом и Цаминером им был напечатан «Lehrbuch der theoret. und physik. Chemie» (Брауншвейг, 1857; 2-е изд., 1863 — переведено на русский язык: «Теоретическая химия Буффа, Кноппа и Цаминера», Москва, 1860 г.).
Вместе с Либихом основал в 1847—1848 гг. «Jahresbericht über die Fortschritte der Chemie».
Состоял членом Гёттингенской академии наук и Баварской академии наук.
Был женат на Софи Гофман, сестре химика Августа Вильгельма Гофмана; в этом браке у них родились шестеро детей. После смерти супруги Буфф женился вторично на Йоханне Молденхауэр; во втором браке родились еще пятеро детей. Один из его сыновей — Адольф Буфф.